# کاتوسورا، چیبا
کاتوسورا، چیبا از شهرهای استان چیبا ژاپن است که در ۱ ژانویه ۲۰۰۸ جمعیت آن ۲۱٬۴۱۳ نفر بوده‌است.

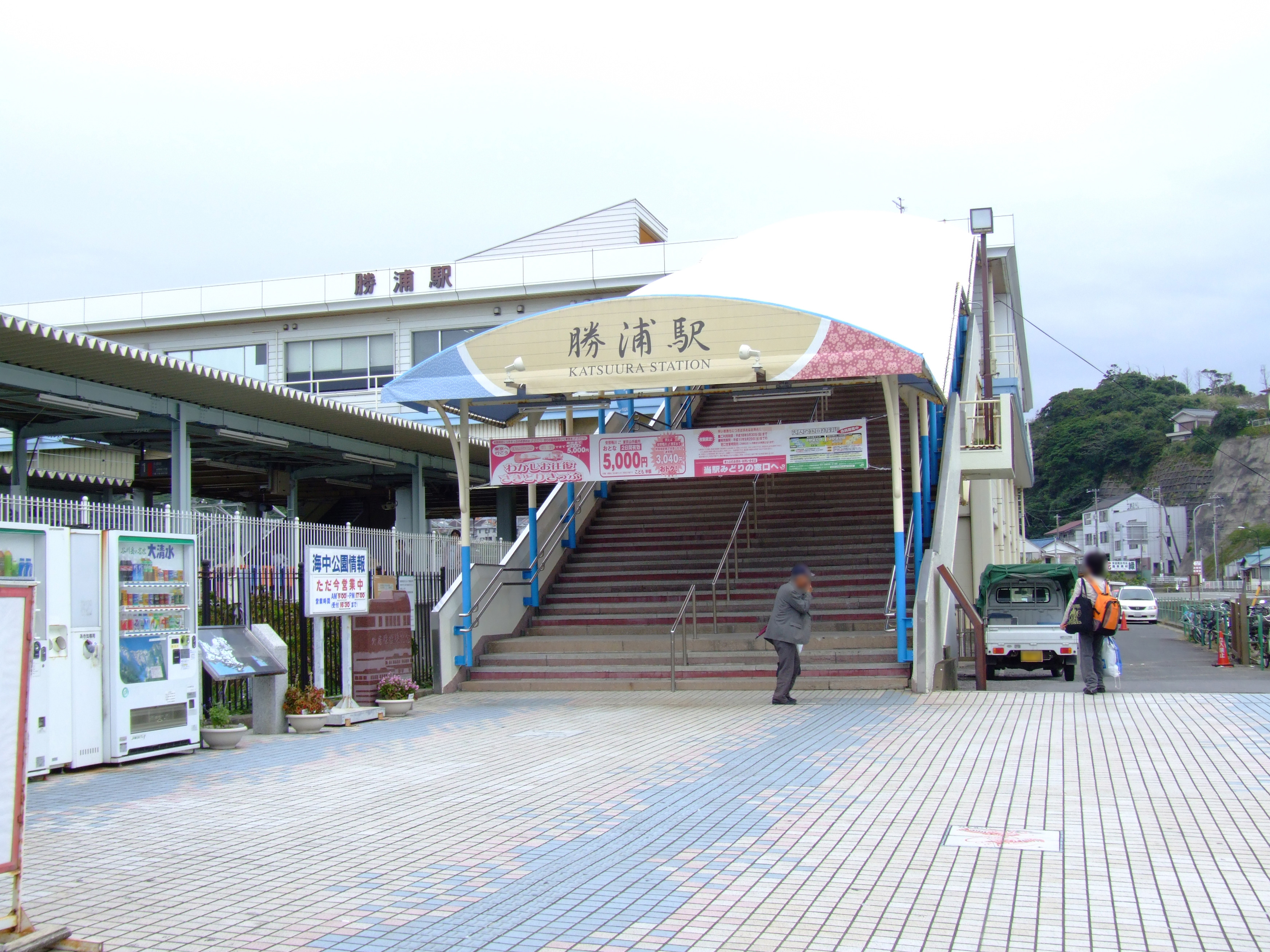
ایستگاه قطار کاتسورا-چیبا